# Brad Raffensperger
Bradford Jay Raffensperger (18 mei 1955) is een Amerikaans bestuurder, civiel ingenieur en politicus van de Republikeinse Partij. Sinds 14 januari 2019 is hij Secretary of State van Georgia. Tussen 2015 en 2019 was hij lid van het Huis van Afgevaardigden van Georgia namens het 50e kiesdistrict.
In januari 2021 kwam Raffensperger als eindverantwoordelijke voor de presidentsverkiezingen in Georgia in het nieuws nadat president Donald Trump hem in een uitgelekt telefoongesprek onder druk had gezet om 11.780 stemmen te 'vinden'. Dit leidde tot oproepen voor een nieuwe impeachment van Trump.
Ook zou Raffensperger door de Republikeinse senator Lindsey Graham gevraagd zijn om na te gaan of briefstemmen mogelijk ongeldig konden worden verklaard.